# Enemy Zero
Enemy Zero (エネミー・ゼロ?) (noto anche come E0) è un survival horror sviluppato nel 1996 da WARP e pubblicato da SEGA per Sega Saturn. Nel 1998 il titolo è stato convertito per Microsoft Windows.
Seguito di D, E0 ha come protagonista Laura Lewis, doppiata da Yui Komazuka nella versione giapponese e da Jill Cunniff dei Luscious Jackson nella traduzione inglese.

## Sviluppo
Originariamente previsto per PlayStation, lo sviluppo del gioco si trasferì su Sega Saturn come risposta al comportamento di Sony in relazione alle prevendite di D per PlayStation. È stato realizzato in nove mesi, con la collaborazione di Fumito Ueda.